# المتحف اليهودي (برلين)

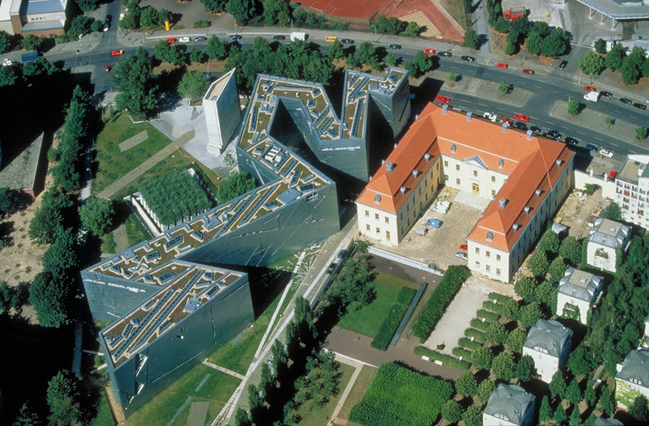
لقطة جوية للمتحف اليهودي في برلين، 2008.

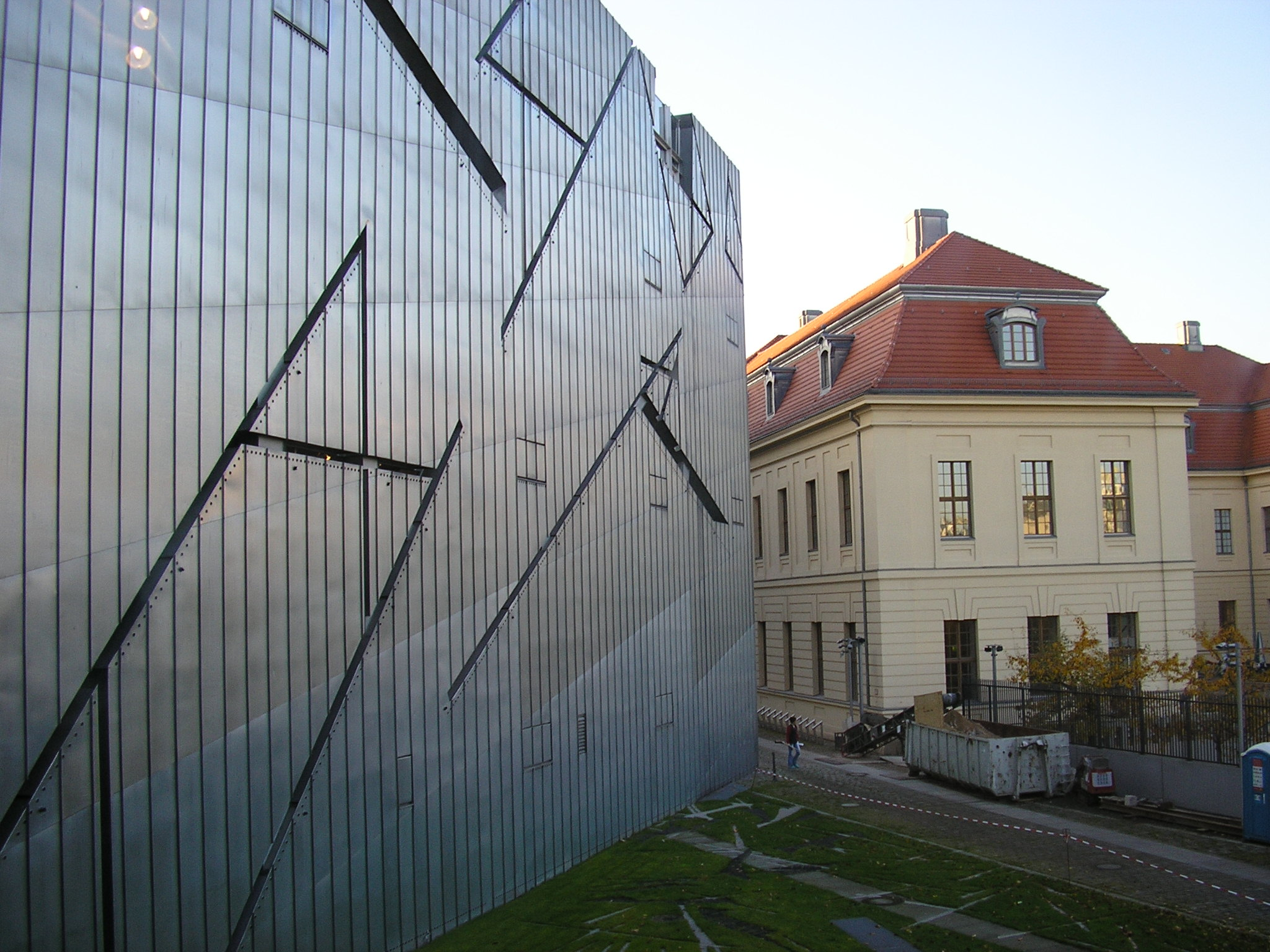
واجهة المتحف الزجاجية من الخارج.

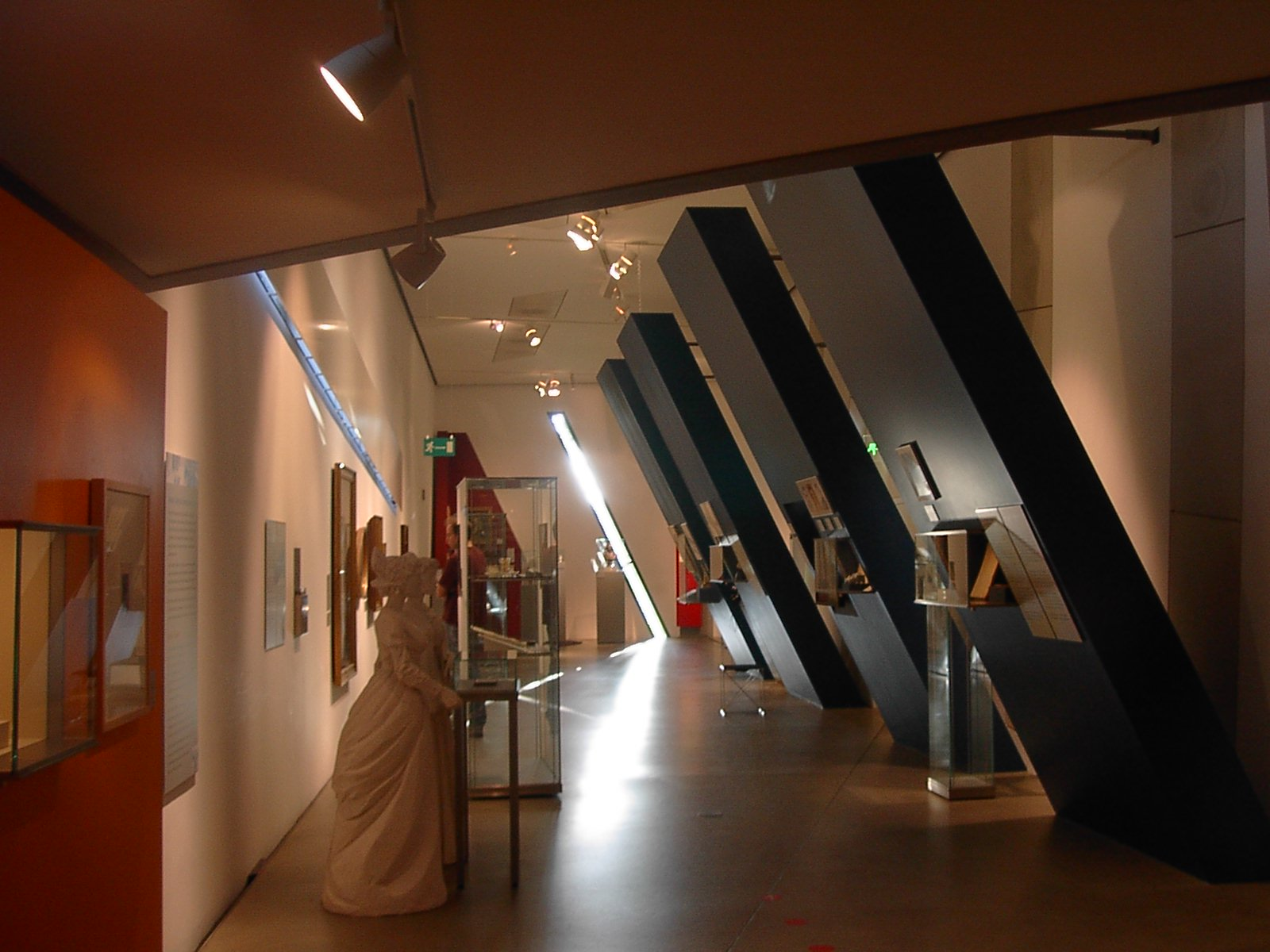
معروضات المتحف من الداخل.

المتحف اليهودي في برلين (بالألمانية: Jüdisches Museum Berlin) هو واحد من أكبر المتاحف اليهودية في أوروبا. يقع على أرض كانت سابقا تابعة لبرلين الغربية قبل سقوط جدار برلين. يتكون من مبنيين اثنين، واحد منها كان إضافة جديدة بُنيت خصيصا للمتحف من قبل المعمار دانيال ليبسكند، لعرض التاريخ اليهودي الألماني في المعرض الدائم وكذلك في مختلف المعارض المتنقلة. تم توثيق التاريخ الألماني اليهودي في مجموعات، وأرشيفات، وفي أجهزة الحاسوب. وقد اُفتتح المتحف للجمهور في عام 2001.

## تاريخ
كان البناء الأصلي للمتحف اليهودي في برلين موجودا في شارع Oranienburger منذ 1933، لكن السلطات النازية قامت بإغلاقه في عام 1938. وقد تم في عام 1975 تشكيل "رابطة المتحف اليهودي"، والتي نظمت بعد ثلاثة سنوات أول معرض عن التاريخ اليهودي عام 1978. وقد تم تعليق الموضوع حتى أعلنت الحكومة الألمانية نيتها لتصميم مبنًا جديدا للمتحف اليهودي عام 1988. وتم البدء بالعمل في عام 1992، وانتهى في عام 1999. وقد وصل عدد الزوار إلى حوالي 350,000 زائر حتى قبل الإفتتاح عام 2001. 

## التصميم
يرتفع المتحف على قاعدة ذات خط منكسر غير ملتف ومتعرج بطريقة "zigzag"، كذلك أخذ المسقط الأفقي شكلا منكسرا به ست زوايا حادة نسبة إلى نجمة داود السداسية. وهذا الخط المنكسر يجعل الزائر في حالة بحث لإيجاد طريقه الذي فقده، وهو يُعتبر شكلا من أشكال الغياب. وتبلغ مساحة المتحف حوالي 15,000 متر مربع من البناء الملتوي والمتعرج. أهم ما يميز المبنى من الداخل حوائطه المنكسرة وأرضياته المائلة المنحدرة. وقد أوجد ليبسكند ما يمكن تسميته بالطرق السفلية (تحت الأرضية)، التي ترمز إلى الطريق الصعب الذي مشى فيه اليهود فترة الحكم النازي لألمانيا.
يحوي التصميم على فراغات، وشرائح خطية تمر من خلال المبنى بأكمله، ونوافذ مصفوفة بشكل غير منتظم في جميع الاتجاهات عبر واجهات المبنى. كما توجد طبقة رقيقة من الزنك في الجزء الخارجي لجدران المبنى.

## وصلات خارجية
- موقع المتحف.
- Blogerim - مدونة المتحف اليهودي في برلين.
- قناة المتحف على You tube.